# Octobre 1867

## Événements
- 16 octobre, France : Émile Garet fonde à Pau (Pyrénées-Atlantiques) le journal L'Indépendant.

## Naissances
- 3 octobre : Pierre Bonnard, peintre français († 23 janvier 1947).
- 9 octobre : Victor Gilsoul, peintre belge († 5 décembre 1939).
- 19 octobre : Marie Lacoste-Gérin-Lajoie, pionnière du mouvement féministe au Québec
- 27 octobre : Thomas Walter Scott, premier ministre de la Saskatchewan.